# Фармацевтична допомога
Фармацевтична допомога (ФД, англ. Pharmaceutical Care)  — це філософія фармацевтичної практики, яка полягає у піклуванні фармацевтичного фахівця у взаємодії з лікарем над особами (хворим, їхніми родичами й близькими) впродовж усього періоду індивідуалізованої фармакотерапії за заздалегідь опрацьованим планом з метою запобігання лікопов’язаним проблемам та їхній корекції, збереження або покращення якості життя .
Якість ФД (англ. Quality of Pharmaceutical Care) — це сукупність характеристик ФД, які показують її здатність задовольняти потреби пацієнтів з урахуванням положень належної аптечної практики та протоколів фармацевта, що відповідають сучасному рівню фармацевтичної науки .
Виокремлюють дев'ять основних характеристик якості (9Q) ФД:
- належний терапевтичний конкорданс (Q1) — процес розробки взаємно узгодженого плану терапії за участю лікаря, хворого і фармацевтичного фахівця (ФФ), який ґрунтується на чотирьох складових: партнерство, спілкування (включно з переговорами), інформація, заснована на доказах, та угода (спільне рішення, яким погоджують план фармакотерапії та подальші заходи);
- пацієнтоорієнтованість результатів (Q2) — скерованість на результати ФД, які можна отримати завдяки професійної здатності ФФ опікуватися хворим та його родичами й близькими способами, які є значущими, цінними та корисними для пацієнта, позаяк зосереджуються на його переконаннях, думках та потребах. Пацієнтоорієнтованість полягає у наданні сфокусованої на пацієнтові ФД разом з усіма відповідними когнітивними послугами — консультуванням, наданням інформації щодо лікарського засобу (ЛЗ) та моніторингом фармакотерапії, а також технічними ланками фармацевтичного обслуговування, у тому числі регулюванням лікарського забезпечення;
- доступність[4](Q3) — характеристика стану урегулювання нормативного та організаційного забезпечення можливості отримання кваліфікаційної ФД [64]. Є дві складові доступності ФД — фізична та соціально-економічна. Фізична складова визначає пропозицію населенню необхідних ЛЗ у потрібній дозі належної якості, що забезпечується шляхом національного виробництва та/або імпорту і системою реалізації насамперед через аптеки та за умови транспортно-географічної доступності до них. Соціально-економічна складова доступності ФД визначається купівельною спроможністю пацієнта, тобто платоспроможним попитом населення, яке пов'язано з показниками трудової зайнятості населення, а також ефективним  використанням наявного державного фінансування в межах, гарантованих статтею 49 Конституції України;
- раціональність (Q4) — надання пацієнтам ФД відповідно до клінічної необхідності та індивідуальних потреб хворого упродовж адекватного проміжку часу і при мінімальних витратах як самих пацієнтів, так і суспільства загалом;
- ефективність (Q5) — відповідність фактично наданої (при наявних ресурсах) ФД оптимальному для конкретних умов результату, визначеному національними стандартами з належної аптечної практики та іншими нормативними документами, а також нормами фармацевтичної етики;
- безпечність (Q6) — гарантії безпеки для життя і здоров'я пацієнта та відсутності шкідливих впливів на хворого і ФФ в конкретному ЗОЗ, зокрема в аптеці, з урахуванням санітарно-епідеміологічної безпеки;
- своєчасність (Q7) — надання ФД тоді, коли це необхідно пацієнтові, тобто у потрібний момент, доречно;
- відсутність (мінімізація) лікопов'язаних помилок (Q8) — відсутність будь-яких подій, які можна запобігти та які можуть спричинити або призвести до невідповідного вживання ЛЗ або шкоди пацієнту, коли застосування ЛЗ контролює лікар, ФФ, хворий, його родичі й близькі. Ці помилки є причиною груп чинників, пов'язаних з лікарем, ФФ, пацієнтом (його опікунами), робочим середовищем, власне ЛЗ;
- неперервність (Q9) — характеризує охоплення пацієнта  ФД упродовж усього його життя та включає: вибудовування і підтримку тривалих стосунків ФФ — пацієнт, управлінську, інформаційну та реляційну неперервність. При цьому управлінська неперервність — це координованість, своєчасність та  узгодженість ФД, яка реалізується різними надавачами, інформаційна — доступність інформації про пацієнтів надавачам у всій системі охорони здоров'я, реляційна — терапевтичні відносини між пацієнтом та одним або кількома надавачами ФД, які охоплюють ФД у минулому, поточну та у майбутньому.